# The First Men in the Moon (Film, 1919)
The First Men in the Moon ist ein britischer Science-Fiction-Film von 1919 und die erste Verfilmung des gleichnamigen Romans von H. G. Wells von 1901 (Deutsche Erstausgabe 1905). Der Film ist verschollen (Stand 2021) und gehört nach Angaben des British Film Institute zu den 75 am meisten gesuchten verschollenen Filmen. Erhalten sind Standfotos und eine Inhaltsangabe aus der Zeitschrift The Bioscope vom 5. Juni 1919.

## Handlung
Der Erfinder Samson Cavor reist in einer Sphäre, die mit der (fiktiven) Substanz Cavorite umgeben ist und die Schwerkraft aufhebt, zum Mond. Begleitet wird er von dem Spekulanten Rupert Bedford. Auf dem Mond treffen sie auf die dortigen intelligenten Bewohner, die Seleniten. Bedford desertiert von der Expedition und fliegt zur Erde zurück, um mit Cavorite-Vorkommen auf dem Mond ein Vermögen zu machen. 
Dieses Vorhaben wird von dem Ingenieur Hogben, der in Cavors Nichte Susan verliebt ist, verhindert. Hogben gelingt eine telegrafische Verbindung mit Cavor auf dem Mond. Cavor informiert Hogben über das Verhalten Bedfords und kann weiter mitteilen, dass er von dem Herrscher der Seleniten, dem Grand Lunar, freundlich empfangen wurde. Hogben informiert Susan über den Sachverhalt, der von Bedford vorgespiegelt wurde, es sei der letzte Wille ihres Onkels gewesen, ihn zu heiraten. Stattdessen heiratet Susan nun Hogben.